# Tőry Klára
Tőry Klára (Budapest, 1942. június 1. –) tanár, fotótörténész.

## Pályafutása
A Képző- és Iparművészeti Gimnázium fotó-szakosztályán érettségizett, fényképész szakmunkásvizsgát tett (1961) és a MÚOSZ újságíró iskolájának fotóriporter tagozatát végezte el (1964). Az ELTE BTK művészettörténet és magyar nyelv- és irodalom szakán diplomázott, szakdolgozatát fotótörténeti témából írta (1971). Német és angol középfokú nyelvvizsgája van. 
Hat évig szerződéses fotóriporter, majd 1967-től 2004-ig a Képző- és Iparművészeti Szakközépiskola fotó szakosztályának művésztanára volt, a fotótörténetet bevezette a tantervbe, jegyzeteket írt, 2004-2009-ben nyugdíjas óraadóként fotótörténetet tanított. 1975 és 2009 között a MÚOSZ újságíró iskolája fotoriporteri tagozatán, 1998-tól 2008-ig a Magyar Hírlap, majd a Népszabadság Oktatási stúdiójában a fotóriportereknek és laptördelő-képszerkesztőknek fotó- és sajtófotó-történetet oktatott. 1993-1995: az ELTE posztgraduális fotográfiai képzés keretében történész-muzeológus kutatók számára magyar- és egyetemes fotótörténetet adott elő. 1973-1989: a Magyar Fotóművészek Szövetsége (MFSZ) tagjaként a szövetség Múzeumi és Történeti Bizottságában önkéntes szakértői munkát végzett. 
1963-tól a MÚOSZ, 1988-tól a Művészeti Alap (ma MAOE), 2010-től a Magyar Fotótörténeti Társaság tagja. 1995-től a Közoktatási Szakértői Lista művészeti nevelés szakterületen a fotótörténet szakirányon szerepelt. 1971-től a TIT Szabadegyetemén kilenc fotótörténeti sorozat előadója volt, több száz magyar- és egyetemes fotótörténeti tárgyú előadást tartott számos budapesti és vidéki fotóklubban, egyetemeken, iskolákban, valamint a Népművelési Intézet közép- és felsőfokú fotográfus továbbképző tanfolyamain. Több előadást, ill. sajtókonferenciát tartott a magyar fotográfia történetéről (Párizs, Bécs, Bukarest, Linz, Dortmund, Brno). Az MFSZ kutatói ösztöndíjával magyar fotótörténeti gyűjtőmunkát végzett, bibliográfiát készített (1973), a magyar fotográfia monarchia-korabeli anyagát kutatta Bécsben, Bad-Ischlben (1983) és tizennégy szlovákiai múzeum gyűjteményében (1988). Szimpóziumokon, tanulmányutakon, diákcserék vezetésében vett részt (Bécs, Párizs, Bukarest, Linz, Dortmund, Brno, Berlin). 1971-től számos fotótörténeti témájú cikket, tanulmányt publikált hazai és külföldi (angol, német, osztrák, francia, olasz, csehszlovák, jugoszláv) szaklapokban, könyvekben, katalógusokban.

## Fotótörténeti kiállítások kurátora
- Tény-kép. A magyar fotográfia története 1840-1981 (1945-ig terjedő rész), Műcsarnok, 1981
- Magyar fotográfia 1900-1945, Párizs, Mois de la Photo, Bibliotheque Forney, 1984
- Magyar fotográfia 1900-1945, Dortmund, Magyar napok, Museum für Kunst- und  Kunstgeschichte, 1987
- The Hungarian Connection. The Roots of Photojournalism (Escher Károly), Bradford, National Museum of Photography Film and Television, 1987
- Magyar fotográfusnők a két világháború között, Róma, Istituto Nationale per la Grafica, 1987
- A magyaros stílus, Budapesti Fotóklub, 1989; Escher Károly 1890-1966, Műcsarnok, 1989.

## Válogatott publikációi
- A magyar fotográfia útja. 1973 (TV szakszöveg 4-6. rész, vetítés: 1977)
- Irodalom-jegyzék a fotográfia történetéhez, MÚOSZ, 1975
- Fotótörténet időrendi táblákon, Népművelési Intézet, 1976
- Festői és fényképi kifejezés a fotóművészetben, Fotóélet, 1976
- A fotó kifejezésformáinak története, TIT művészeti füzetek, 1977
- A fényképezés nagy alkotói, MÚOSZ Oktatási Igazgatósága, 1982 (kibővített, átdolgozott változatok: CD 2005)
- A kép elveszett – az írás megmaradt, Dokumentumok fotográfiánk kezdeteiről, Fotóművészet, 1982/1
- K. und K. képek nyomában. Kutatás ausztriai gyűjteményekben, Fotóművészet, 1984/2
- European Photography Guide 3. Hungary, Göttingen, 1987
- Contemporary Photographers (Pécsi József, Balogh Rudolf, Escher Károly, Németh József, Féner Tamás), St. James Press, London, 1987
- A magyar fotográfia történeti áttekintése (Sintesi storia della fotografia ungherese), Nel raggio dell’utopia, Cataloghi Marsilio, Venezia, 1987
- A magyaros stílus, Escher Károly. In: A fénykép varázsa, Tizenkét kiállítás a magyar fotográfia történetéből 1839-1989, Bp., 1989
- Az avantgárd szerepe a magyar fényképezésben, Fotóművészet, 1990/3-4
- Szócikkek mintegy száz külföldi és magyar fotográfusról, Magyar Nagylexikon, Akadémiai Kiadó Rt. – Magyar Nagylexikon Kiadó, 1993-2004
- A fényképezés története 1-11. Digitális Fotó Magazin, 2004–2005
- A legismertebb magyar fotósok, Digitális Fotó Magazin, 2005-2009
- Kolta Magdolna – Tőry Klára: A fotográfia története, Digitálfotó Kft., 2007 (Egyetemes fejlődés, 11 fejezet, Jeles magyarok, 16 fejezet)
- Langer Klára 2013 (maimanohaz.blog)
- E. Lessing 2016 (maimanohaz.blog)

## Díjai, kitüntetései
- Szocialista kultúráért (1988)
- Podmaniczky-díj (2015)
- Argentum-díj (2022)
- Életmű-díj (Magyar Fotóművészek Szövetsége, 2024)